# Roseville, Illinois
Roseville là một làng thuộc quận Warren, tiểu bang Illinois, Hoa Kỳ. Năm 2010, dân số của làng này là 989 người.

## Dân số
Dân số qua các năm:
- Năm 2000: 1083 người.
- Năm 2010: 989 người.